# Anfurro
Anfurro is een plaats (frazione) in de Italiaanse gemeente Angolo Terme.